# Masaaki Kobajaši
Masaaki Kobajaši (japonsky 小林 正明, Kobajaši Masaaki; * 13. září 1980) je bývalý japonský rychlobruslař.
Na juniorském světovém šampionátu se poprvé představil v roce 1999, od téhož roku závodil i ve Světovém poháru. Na Mistrovství světa 2004 získal v závodě na 1000 m bronzovou medaili, kromě toho byl čtvrtý na poloviční distanci. O rok později se umístil na čtvrté příčce sprinterského světového šampionátu. Od sezóny 2007/2008 se, až na výjimky, účastnil pouze japonských závodů a svoji sportovní kariéru ukončil po sezóně 2010/2011.